# Gracillaria albicapitata
Gracillaria albicapitata är en fjärilsart som beskrevs av Syuti Issiki 1930. Gracillaria albicapitata ingår i släktet Gracillaria och familjen styltmalar. Inga underarter finns listade i Catalogue of Life.